# Phania
Phania là một chi thực vật có hoa trong họ Cúc (Asteraceae).

## Loài
Chi Phania gồm các loài: